# 恰恩德拉普拉
恰恩德拉普拉（Chandrapura），是印度贾坎德邦Bokaro县的一个城镇。总人口22389（2001年）。

## 人口
该地2001年总人口22389人，其中男性12202人，女性10187人；0—6岁人口2896人，其中男1529人，女1367人；识字率70.87%，其中男性为78.25%，女性为62.04%。